# Ватажное
Ватажное — село в Красноярском районе Астраханской области России. Является административным центром Ватаженского сельсовета.

## История
Посёлок Ватажный был основан казаками Астраханского войска, жителями станицы Красноярская и в административном отношении являлся частью этой станицы. В 1910 году в Ватажном насчитывалось 62 двора и проживало 373 человека.
В период между 1907 и 1917 годами посёлок носил название Николаевский в честь императора Николая II.
Упоминания в литературе
В Ватажном происходит действие «Каспийской повести» Юрия Селенского.

## География
Село находится в юго-восточной части Астраханской области, в дельте реки Волги, на левом берегу протоки Караульная, вблизи места слияния её с протокой Кривой Бузан, на расстоянии примерно 1 километра (по прямой) к северо-востоку от села Красный Яр, административного центра района. Абсолютная высота — 23 метра ниже уровня моря.
Климат умеренный, резко континентальный. Характеризуется высокими температурами летом и низкими — зимой, малым количеством осадков, а также большими годовыми и летними суточными амплитудами температуры воздуха.

## Население
| 2002 | 2010  |
| ---- | ----- |
| 1229 | ↗1242 |

По данным Всероссийской переписи, в 2010 году численность населения села составляла 1242 человек (577 мужчин и 665 женщин). Согласно результатам переписи 2002 года, в национальной структуре населения казахи составляли 73 %.
| Национальность | Численность (2010) | Процент |
| -------------- | ------------------ | ------- |
| Казахи         | 910                | 74,1%   |
| Русские        | 256                | 20,8%   |
| Татары         | 30                 | 2,4%    |
| Азербайджанцы  | 13                 | 1,1%    |
| Ногайцы        | 10                 | 0,8%    |
| Украинцы       | 4                  | 0,3%    |
| Не указана     | 5                  | 0,4%    |
| Всего          | 1228               | 100%    |

## Инфраструктура
В селе находятся средняя общеобразовательная школа, детский сад, отделение Почты России, отделение временного и постоянного проживания престарелых и инвалидов, фельдшерско-акушерский пункт, дом культуры, библиотека и 6 магазинов.

В селе действует православный храм во имя святого Пантелеймона (ул. Комарова, 27), а также мечеть (ул. Красноярская, 12).

## Транспорт
Внешние транспортные связи осуществляются по автомобильной дороге Е40 «Астрахань — граница с Казахстаном» и водным транспортом.

## Улицы
Уличная сеть села состоит из 16 улиц и 1 переулка.